# Yugoslavia
Yugoslavia (en serbocroata: Jugoslavija, Југославија) fue un Estado ubicado en el sudeste de Europa que existió durante la mayor parte del siglo XX. Limitaba con Austria e Italia al noroeste, Hungría al norte, Rumania y Bulgaria al este, Grecia al sur, Albania al suroeste y el mar Adriático al oeste. Su capital y ciudad más poblada fue Belgrado, seguida por Zagreb, Sarajevo, Skopie y Liubliana como sus ciudades más pobladas.
Fue fundado en 1918 tras el final de la Primera Guerra Mundial bajo el nombre de Reino de los Serbios, Croatas y Eslovenos al fusionarse el efímero Estado de los Eslovenos, Croatas y Serbios (tras declarar su independencia del Imperio austrohúngaro) con el Reino de Serbia. Fue la primera unión de los pueblos sudeslavos bajo un Estado soberano tras siglos de ocupación por el Imperio otomano y Austria-Hungría. Su primer jefe de Estado fue el rey Pedro I de Serbia. Obtuvo reconocimiento internacional el 13 de julio de 1922 al tomar lugar la Conferencia de Embajadores en París. El país cambió su nombre oficial a Reino de Yugoslavia el 3 de octubre de 1929, si bien ya era denominado bajo ese nombre de forma coloquial desde su fundación.
Durante la Segunda Guerra Mundial, Yugoslavia fue invadida por las potencias del Eje el 6 de abril de 1941. Dos años después, en 1943, la resistencia partisana surgida durante la ocupación proclamó un nuevo Estado bajo el nombre de Yugoslavia Democrática Federal. En 1944, el rey Pedro II (quien se encontraba en el exilio) le dio su reconocimiento como el gobierno legítimo de ese país. Tras el triunfo de los partisanos en la liberación de Yugoslavia en 1945 al final de la guerra, el nuevo gobierno abolió la monarquía en noviembre de ese año. El país cambió de nombre a República Federal Popular de Yugoslavia al año siguiente, con la instauración de un gobierno comunista. Se añadieron a su territorio las regiones de Istria, Fiume y Zadar, anteriormente ocupadas por Italia en el período de entreguerras. El líder de los partisanos, Josip Broz Tito, gobernó el país como presidente hasta su muerte en 1980. Para 1963, el país cambió su denominación nuevamente a República Federativa Socialista de Yugoslavia (RFSY).
El país, durante su etapa socialista, estaba compuesto por seis repúblicas constituyentes, las cuales fueron (en calidad de «repúblicas socialistas») Bosnia y Herzegovina, Croacia, Eslovenia, Macedonia, Montenegro y Serbia. Esta última contaba con dos provincias autónomas (Voivodina y Kosovo), las cuales pasaron a tener la misma autonomía que el resto de repúblicas tras la adopción de una nueva constitución en 1974. Yugoslavia atravesó por una crisis económica y política durante los años 1980 y experimentó el surgimiento del nacionalismo, factores que originaron la desintegración del país bajo las fronteras de sus repúblicas constituyentes, en un inicio dando lugar a cinco nuevos Estados. Esta situación desencadenó las Guerras yugoslavas, considerado el peor conflicto bélico en Europa desde la Segunda Guerra Mundial, con un saldo de 140 000 muertos y 4 millones de desplazados. Entre 1993 y 2017, el Tribunal Penal Internacional para la ex-Yugoslavia se encargó de condenar a los líderes políticos y militares del ya disuelto país por crímenes de guerra, genocidio u otros crímenes durante este conflicto.
Tras la disolución, las repúblicas de Montenegro y Serbia formaron en 1992 la República Federal de Yugoslavia (RFY), un Estado federativo reducido que se consideraba a sí mismo como único sucesor legal de la Yugoslavia socialista, postura que rechazaban el resto de las nuevas repúblicas. En 2003, tras adoptar finalmente la resolución de la Comisión de Arbitraje Badinter en relación con la sucesión compartida del legado de Yugoslavia con el resto de naciones surgidas en 1991, la RFY cambió su nombre a Unión Estatal de Serbia y Montenegro y reformó su sistema político existente para brindar mayor autonomía a sus dos repúblicas constituyentes. Este país dejó de existir en 2006 con la declaración de independencia de Montenegro, mientras que la hasta entonces provincia autónoma de Kosovo declaró unilateralmente su independencia de Serbia dos años después, en 2008.

## Antecedentes

### Los eslavos
Los primeros asentamientos de los pueblos eslavos en la península balcánica se remontan hacia mediados del sexto y comienzos del séptimo siglo de nuestra era y fueron adoptando su denominación histórica; «eslavos del sur» o «sudeslavos». Desde antes de su llegada a la península estuvieron sometidos a la persecución y la dominación de los varegos, de los alamanes, la égida del Imperio romano de Oriente, los vénetos, los francos, los búlgaros, los turcos y los austríacos (durante el reinado de los Habsburgo). Más tarde, fueron sometidos al Imperio austrohúngaro y, posteriormente, a los designios de las potencias del eje encabezadas por la Alemania nazi.

### Serbia y el movimiento paneslavo
La progresiva desaparición del poder otomano en Europa, así como los resultados de las guerras de los Balcanes de 1912-1913, con su desenlace favorable a Serbia, contribuyeron de forma decisiva a aumentar el sentimiento paneslavo de los pueblos de esa región, a fin de superar las divisiones políticas y religiosas existentes entre ellos, basándose en la pertenencia a un grupo étnico común.
La creación del nuevo estado surge a partir de la unión de los Reinos de Serbia y de Montenegro (ambos independizados del Imperio otomano en el siglo XIX) y a los que se incorpora una cantidad sustancial del territorio que fue parte del Imperio austrohúngaro.
Estas áreas, anteriormente austro-húngaras que formaron parte del nuevo reino, incluían Croacia, Eslovenia y Vojvodina de la parte húngara del imperio; Carniola, parte de Estiria y la mayor parte de Dalmacia del lado austríaco, además de la provincia imperial de Bosnia y Herzegovina.
- Un plebiscito se llevó a cabo en la provincia de Carintia, la cual optó por seguir en Austria.
- La ciudad portuaria dálmata de Zadar y unas cuantas islas del Adriático fueron otorgadas a Italia.
- La ciudad de Rijeka fue declarada ciudad-estado libre, pero pronto fue ocupada y anexada en 1924 por Italia.

No obstante, las tensiones en la frontera con Italia continuaron pues, por un lado, ese país reclamó más áreas de la costa dálmata y, por el otro, Austria adujo tener derechos sobre la península de Istria, territorio parte de la antigua provincia costera de ese país que había sido anexada a Italia, pero que contenía una población considerable de croatas, eslovenos e italianos.

## Historia

### El Reino de Yugoslavia
Tras la derrota de los imperios centrales en la I Guerra Mundial, se formó en 1918 el Reino de los Serbios, Croatas y Eslovenos. Como compromiso, y afianzando su carácter multicultural, el nombre de la nación fue reconocido en cada lengua y grafía:
- serbocroata: Kraljevina Srba, Hrvata i Slovenaca, Краљевина Срба, Хрвата и Словенаца
- esloveno: Kraljevina Srbov, Hrvatov in Slovencev
- macedonio: Кралство на Србите, Хрватите и Словенците

El reino se proclamó oficialmente el 1 de diciembre de 1918, con la dinastía serbia Karađorđević en el trono y Alejandro I (hijo de Pedro I, Rey de Serbia) como primer rey y, tras el Tratado de Trianon, fueron anexados oficialmente los territorios de Croacia y del norte de la actual Serbia, los cuales fueron parte del Reino de Hungría por más de novecientos años. Debido a la mala salud del rey serbio, su hijo Alejandro se ocupó desde el principio del gobierno del país en calidad de regente. El reino fue llamado Yugoslavia o Yugoeslavia (literalmente, «Tierra de los eslavos del Sur o Eslavia del Sur», expresión compuesta de dos palabras del serbocroata, Jug - «Sur» y Slavija - «Tierra de eslavos».)

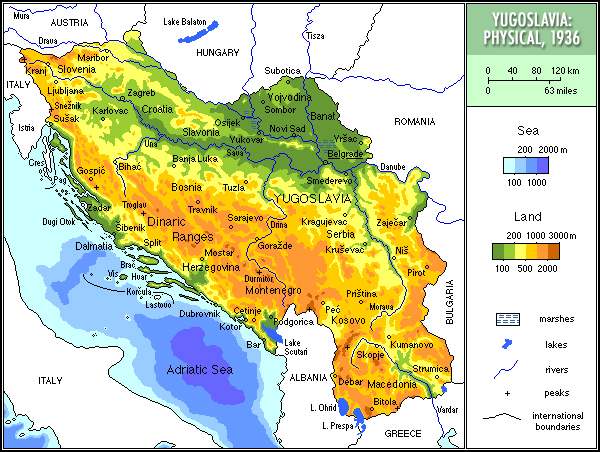
Reino de Yugoslavia, 1929-1941.

El nuevo Gobierno intentó cohesionar al país política y económicamente, tarea difícil debido a la gran diversidad de nacionalidades y religiones en el nuevo Estado, y las grandes diferencias entre ellas en cuanto al desarrollo económico.
Las tensiones entre el creciente nacionalismo serbio y el resto de las nacionalidades del país estallaron en 1928 con el asesinato en el parlamento yugoslavo de Stjepan Radić, líder del Partido Campesino Croata, crimen del que se acusó a un diputado montenegrino.
Ello llevó al rey a clausurar, a principios de 1929, el parlamento y a asumir el gobierno del país de una manera dictatorial, cambiando el nombre del estado por Reino de Yugoslavia, decretando una nueva organización territorial al margen de las nacionalidades históricas, pretendiendo para el reino una visión geopolítica de la Gran Serbia, como eje predominante en la región.
Sin embargo, ello solo reavivó las tensiones. En 1934, un guerrillero búlgaro asesinó al rey Alejandro I y al ministro de asuntos exteriores francés en Marsella, en concomitancia con las facciones croatas en el exilio. Le sucedió en el trono su hijo Pedro II, de solo doce años, quien por su corta edad, no pudo ejercer liderazgo sobre el reino yugoslavo.

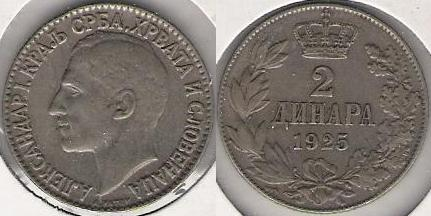
Alejandro I, rey de los serbios, croatas y eslovenos, reza la leyenda de esta moneda de dos dinares.

El príncipe Pablo ejerció el gobierno del país hasta que, a principios de 1941, un golpe de Estado contra su política proalemana (adhesión del Gobierno yugoslavo al Pacto Tripartito) llevó al trono de manera anticipada a Pedro II.
Este golpe contra la alineación proalemana del Gobierno contó con suficiente apoyo popular para legitimarlo, pero supuso un desafío al Tercer Reich. Adolf Hitler decidió entonces ejecutar operaciones militares para tomar el control de Yugoslavia y, hasta cierto punto, preparar el terreno para la invasión a la Unión Soviética.
Así, se puede decir que el Reino de Yugoslavia dejó de existir de facto cuando el 6 de abril de 1941 Alemania nazi bombardeó Belgrado y en las semanas siguientes el país se vio invadido por tropas de Alemania, Italia, Bulgaria, Hungría y Rumania, y repartido entre ellos.
El rey y el gobierno huyeron a Londres dando prolongación formal y legal al país hasta la victoria aliada en 1945. En su reemplazo, los países del Eje crearon el Estado Independiente de Croacia, el Estado Independiente de Montenegro y el Estado Independiente de Serbia, conocida como la Serbia de Nedić.

### La República Federativa Socialista de Yugoslavia
Tras una guerra encarnizada en la que murió algo más del 10 por ciento de la población del país, los victoriosos partisanos de Tito organizaron la refundación del país, gestando una nueva Yugoslavia socialista.
La organización territorial del país siguió a grandes líneas lo acordado por las fuerzas de resistencia al Eje durante la guerra en varias reuniones, de manera especial lo estipulado por el Consejo Antifascista de Liberación Nacional de Yugoslavia en Jajce (1943). El 31 de enero de 1946, la nueva constitución de la RFS de Yugoslavia estableció las seis repúblicas constituyentes (Bosnia-Herzegovina, Croacia, Eslovenia, Macedonia, Montenegro y Serbia.)
De esta manera, y tras una tentativa fallida de colaboración con el gobierno monárquico del exilio, en 1945 se proclama la República Democrática Federal de Yugoslavia. El primer presidente fue Ivan Ribar, y se nombró como primer ministro al líder partisano Josip Broz Tito.
El 29 de noviembre de 1946, la República Democrática Federal de Yugoslavia fue restablecida como un estado socialista, dando paso a modificaciones en el orden constitucional del país. Recibió el nombre de República Federativa Popular de Yugoslavia, acentuando aún más el carácter socialista del país e introduciendo el sistema socioeconómico del socialismo autogestionario, que se percibió en general como una tercera vía alternativa tanto al de los Estados Unidos como al de la Unión Soviética.
En 1953, Tito fue elegido presidente y posteriormente, en 1963, fue declarado «Presidente de por vida». Finalmente en 1963 el país adoptó el nombre de República Federativa Socialista de Yugoslavia (RFSY), a la postre el de mayor longevidad y el de mayor publicidad.
Fue esta Yugoslavia un estado socialista europeo formado por las repúblicas socialistas de Bosnia y Herzegovina, Croacia, Eslovenia, Macedonia, Montenegro y Serbia. El carácter federal y socialista del estado yugoslavo quedó consignado en la Constitución Yugoslava de 1974, que reforzó altamente el poder de autogestion de las repúblicas (e, incluso, a las provincias serbias) que lo componían.
Josip Broz Tito, líder del país, rompió con Moscú desde su llegada al poder. Se negó a brindar ayuda a la guerrilla comunista griega e intentó crear una federación socialista balcánica, provocando el distanciamiento con la URSS y los países de su órbita. Fue duro crítico de las intervenciones soviéticas en Hungría, Checoslovaquia y Afganistán.
Yugoslavia, a diferencia de otros países socialistas de Europa, eligió un curso independiente de la URSS, y no fue miembro del Pacto de Varsovia ni de la OTAN. Fue uno de los países impulsores del Movimiento de Países No Alineados en el año 1956.

### La disolución de Yugoslavia
Después de la muerte de Tito en 1980, y en medio de una crisis económica, las tensiones entre los pueblos del país crecieron. Tras el ascenso de partidos nacionalistas al poder en Serbia, dos de sus repúblicas constituyentes (Eslovenia y Croacia) declararon su independencia en 1991, a las que seguirían Macedonia y Bosnia-Herzegovina al año siguiente, no sin resistencia por parte de Serbia. En 1991 la tensión entre las diferentes repúblicas derivó en el sangriento conflicto conocido como guerra de Yugoslavia.
Las repúblicas que decidieron permanecer en la federación reemplazaron en 1992 a la República Federativa Socialista de Yugoslavia por la nueva República Federal de Yugoslavia, integrada ya solo por Montenegro y Serbia y abandonando también el sistema socialista. La minoría étnica albanesa al sur de Serbia fue también fuente de tensión y, ante los enfrentamientos del ejército yugoslavo con la guerrilla kosovar así como después del bombardeo de la OTAN a la República Federal de Yugoslavia, a partir de 1999 la ONU se hizo cargo, de forma temporal, del territorio kosovar. Tras la aprobación y promulgación de la Carta Constitucional de Serbia y Montenegro por la Asamblea de la República Federal de Yugoslavia el 4 de febrero de 2003, la República Federal de Yugoslavia pasó a ser la unión de Estado de Serbia y Montenegro. Tiempo después, en 2006, Montenegro se independizaría de Serbia pasando a conformar dos Estados autónomos.

## Geografía

Geografía yugoslava (fronteras tras la Segunda Guerra Mundial); el mapa muestra el relieve y las principales cordilleras y ríos del país.

Durante el período de entreguerras, el país tenía una extensión de 247 542 km². Tras la Segunda Guerra Mundial, el territorio yugoslavo se extendió hasta alcanzar los 256 850 km². A grandes rasgos, Yugoslavia se dividía en tres grandes regiones geográficas: la llanura de Panonia, al norte; la costa adriática, al oeste; y la zona montañosa central.
La geografía del país, muy variada, contaba con seis cordilleras principales. En el noroeste, en la zona eslovena, se hallan las estribaciones orientales de los Alpes. Estos comprenden diversas sierras: los Alpes de Kamnik y de la Savinja, hacia el este; las Karavanke, al norte, que limitan con Austria; y los Alpes julianos, al sureste.
Al suroccidente de Liubliana comienza el segundo sistema montañoso principal yugoslavo: los Alpes Dináricos. Este es el mayor de los seis y se extiende en paralelo a la costa adriática. Hacia el sudoriente, la cordillera se ensancha, y cubría cerca del 40 % de la superficie de Yugoslavia: parte de Eslovenia, el suroeste de Croacia, y toda Dalmacia, Herzegovina y Montenegro, además de toda Bosnia y el oeste y suroeste de Serbia. El macizo dinárico se dividía en tres zonas: la costera (primorje), de escasa altura; la interior (planine), con los principales picos; y la intermedia (zagora). Toda la zona es kárstica, lo que la hacía poco propicia en general para la agricultura y escasa en ríos. La vegetación divide la zona kárstica yugoslava en siete regiones. Una de ellas, cercana a la costa, es la del desierto kárstico, muy árida. Las montañas se convierten en colinas en los límites septentrional (Bosnia) y nororiental (Serbia occidental) y en una meseta en el suroriental (Serbia suroccidental). Los Alpes dináricos cierran por el sur la amplia llanura de Panonia. El río Sava atraviesa esta de oeste a este antes de desembocar en el Danubio y a él van a parar varios ríos que nacen en los Alpes dináricos.
Al sur de los Alpes dináricos se encuentra la tercera cordillera yugoslava: los montes Pindo y Šar, que ocupaban el suroeste de Yugoslavia, el poniente de Macedonia. Es, al igual que las dos cordilleras susodichas, un sistema montañoso de formación «reciente»; a diferencia de los Alpes dináricos, la caliza no abunda en estas montañas.
La cuarta cordillera destacable de Yugoslavia eran los montes Ródope, que ocupan el este de Macedonia y el centro de Serbia. Son montes antiguos, redondeados, cuyos bosques en el siglo XX habían sido talados para dejar sitio a cultivos y prados.
La quinta cordillera era la de los montes Balcanes, cuyo extremo occidental ocupaba parte del este de Serbia. Estas montañas eran escabrosas y carecían de arbolado.
La sexta eran los Cárpatos, que se extendía por noreste de Serbia, y tiene características similares a los Balcanes.
El norte y noreste del país lo ocupaba la llanura de Panonia, formada por los valles de los ríos Danubio, Sava, Drava, Tisza y parte de los de sus afluentes.

## Composición nacional (étnica) de la antigua Yugoslavia

Principales etnias y nacionalidades en la antigua Yugoslavia en 1998.

La composición social de la Federación, en 1981, año en que se realizó el último censo que abarcó todo su territorio, era la siguiente:
| Grupo                 | Población | Porcentaje |
| --------------------- | --------- | ---------- |
| Serbios (Ortodoxos)   | 8 140 000 | 36,3 %     |
| Croatas (Católicos)   | 4 428 000 | 19,8 %     |
| Bosnios (Musulmanes)  | 2 000     | 8,9 %      |
| Eslovenos (Católicos) | 1 754 000 | 7,8 %      |
| Albaneses             | 1 730 000 | 7,7 %      |
| Macedonios            | 1 340 000 | 6,0 %      |
| Yugoslavos            | 1 219 000 | 5,4 %      |
| Montenegrinos         | 579 000   | 2,6 %      |
| Húngaros              | 427 000   | 1,9 %      |
| Otros                 | 233 000   | 1,3 %      |

En el cuadro anterior, se puede ver la composición social, en el último censo completo. Serbios, croatas, eslovenos, «musulmanes», montenegrinos, macedonios, albaneses, húngaros y «yugoslavos» (estos últimos eran quienes no se reconocían como pertenecientes a ninguna de las identidades del país, sino al conjunto), representaban a lo menos el 83 % de la población de la Federación, y hablaban la lengua serbocroata.
Los propios yugoslavos definen a su país como si contaran las piezas de un mosaico: seis repúblicas, cinco naciones, cuatro culturas, tres lenguas, dos alfabetos, un estado. Eventualmente podría alargarse la cuenta y citar además siete religiones, ocho raíces culturales, nueve catástrofes nacionales, diez influencias exteriores... León Thoorens.

## Organización político-administrativa

### Reino de Yugoslavia

Mapa de las provincias del Reino de Yugoslavia entre 1929 y 1941.

Tras la instauración de la monarquía en 1929, Yugoslavia quedó dividida en banovinas (provincias):
- Banovina del Drava, con capital en Liubliana;
- Banovina del Sava, con capital en Zagreb;
- Banovina del Vrbas, con capital en Bania Luka;
- Banovina del Litoral, con capital en Split;
- Banovina del Drina, con capital en Sarajevo;
- Banovina de Zeta, con capital en Cetiña;
- Banovina del Danubio, con capital en Novi Sad;
- Banovina del Morava, con capital en Niš;
- Banovina de Vardar, con capital en Skopie.

Mapa de los Estados surgidos tras la ocupación nazi de los Balcanes.

En 1939 se creó la Banovina de Croacia con capital en la ciudad de Zagreb, que surgió de la fusión de las banovinas del Litoral y del Sava, sumándole territorios adicionales de las banovinas de Drina, Danubio, Vrbas y Zeta (actual Montenegro).

### Ocupación nazi
Durante la Segunda Guerra Mundial, el Reino de Yugoslavia fue ocupado y dividido por las potencias del Eje en 3 estados títeres:
- Estado Independiente de Croacia;
- Estado Independiente de Montenegro;
- Territorio del Comandante Militar en Serbia.

Otras partes del Reino de Yugoslavia fueron ocupadas por tropas del Eje alemanas, italianas, húngaras, búlgaras y albanesas.

### República Federativa Socialista de Yugoslavia

Mapa numerado de la República Federativa Socialista de Yugoslavia.

Luego de la Segunda Guerra Mundial el Estado se dividió internamente en seis repúblicas socialistas, la República Socialista de Serbia incluía a dos provincias socialistas autónomas. La capital federal era Belgrado. Las repúblicas y provincias fueron:
1. República Socialista de Bosnia y Herzegovina, con capital en Sarajevo;
2. República Socialista de Croacia, con capital en Zagreb;
3. República Socialista de Macedonia, con capital en Skopie;
4. República Socialista de Montenegro, con capital en Titograd;
5. República Socialista de Serbia, con capital en Belgrado, que incluía:
  1. (5a) Provincia Autónoma Socialista de Kosovo, con capital en Priština;
  2. (5b) Provincia Autónoma Socialista de Voivodina, con capital en Novi Sad;
6. República Socialista de Eslovenia, con capital en Liubliana.

## Países actuales

Mapa de la República Federal Socialista de Yugoslavia, con los Estados modernos resaltados.

El territorio de la antigua Yugoslavia actualmente está distribuido entre seis Estados soberanos:
- Bosnia y Herzegovina
- Croacia
- Eslovenia
- Macedonia del Norte
- Montenegro
- Serbia

Y un territorio en disputa:
- Kosovo: territorio en disputa entre Serbia y la autodenominada República de Kosovo. Actualmente es reconocido como estado por 98 de los 193 miembros de la ONU.

## Nombres oficiales
| Años      | Nombre                                        |
| --------- | --------------------------------------------- |
| 1918      | Estado de los Eslovenos, Croatas y Serbios    |
| 1918-1929 | Reino de los Serbios, Croatas y Eslovenos     |
| 1929-1943 | Reino de Yugoslavia                           |
| 1943-1945 | República Democrática Federal de Yugoslavia   |
| 1945-1963 | República Federal Popular de Yugoslavia       |
| 1963-1992 | República Federativa Socialista de Yugoslavia |